# Deutsche Leichtathletik-Meisterschaften 2000/Resultate
Der Hauptteil der Wettbewerbe bei den 100. Deutschen Leichtathletik-Meisterschaften wurde am 29. und 30. Juli 2000 im Städtischen Stadion in Braunschweig ausgetragen.
In der hier vorliegenden Auflistung werden die in den verschiedenen Wettbewerben jeweils ersten acht platzierten Leichtathletinnen und Leichtathleten aufgeführt. Eine Übersicht mit den Medaillengewinnerinnen und -gewinnern sowie einigen Anmerkungen zu den Meisterschaften findet sich unter dem Link Deutsche Leichtathletik-Meisterschaften 2000.
Wie immer gab es zahlreiche Disziplinen, die zu anderen Terminen an anderen Orten stattfanden – in den folgenden Übersichten jeweils konkret benannt.

## Meisterschaftsresultate Männer

### 100 m
| Platz | Athlet, Verein                                 | Zeit (s) |
| ----- | ---------------------------------------------- | -------- |
| 1     | Marc Blume (TV Wattenscheid 01)                | 10,19    |
| 2     | Alexander Kosenkow (TV Wattenscheid 01)        | 10,33    |
| 3     | Christian Schacht (LG Salamander Kornwestheim) | 10,38    |
| 4     | Thomas Müller (ABC Ludwigshafen)               | 10,41    |
| 5     | Patrick Schneider (LG Salamander Kornwestheim) | 10,45    |
| 6     | Tobias Unger (LG Salamander Kornwestheim)      | 10,54    |
| 7     | Thomas Prange (LC Paderborn)                   | 10,60    |
| 8     | Holger Blume (TV Wattenscheid 01)              | 10,71    |

Datum: 29. Juli
Wind: −0,7 m/s

### 200 m
| Platz | Athlet, Verein                                 | Zeit (s) |
| ----- | ---------------------------------------------- | -------- |
| 1     | Marc Blume (TV Wattenscheid 01)                | 20,82    |
| 2     | Mathias Mertens (SC Magdeburg)                 | 21,23    |
| 3     | Thomas Müller (ABC Ludwigshafen)               | 21,23    |
| 4     | Tobias Unger (LG Salamander Kornwestheim)      | 21,28    |
| 5     | Christian Schacht (LG Salamander Kornwestheim) | 21,38    |
| 6     | Alexander Kosenkow (TV Wattenscheid 01)        | 21,40    |
| 7     | Joachim Kube (DJK Frankenberg Aachen)          | 21,80    |
| 8     | Steffen Otto (Team Erfeurt)                    | 21,83    |

Datum: 30. Juli
Wind: −0,6 m/s

### 400 m
| Platz | Athlet, Verein                              | Zeit (s) |
| ----- | ------------------------------------------- | -------- |
| 1     | Lars Figura (Werder Bremen)                 | 46,54    |
| 2     | Ingo Schultz (TSG Bergedorf)                | 46,73    |
| 3     | Michael Dragu (LAG Siegen)                  | 47,05    |
| 4     | Jens Dautzenberg (Alemannia Aachen)         | 47,10    |
| 5     | Ruwen Faller (TV Wehr)                      | 47,27    |
| 6     | René Oblong (TSV Bayer 04 Leverkusen)       | 47,36    |
| 7     | Marco Krause (LAC Erdgas Chemnitz)          | 47,59    |
| 8     | Klaus Ehrnsperger (TSV Bayer 04 Leverkusen) | 47,70    |

Datum: 30. Juli

### 800 m
| Platz | Athlet, Verein                                | Zeit (min) |
| ----- | --------------------------------------------- | ---------- |
| 1     | Nils Schumann (SV Creaton Großengottern)      | 1:47,82    |
| 2     | Oliver Daum (LG Staufen)                      | 1:48,49    |
| 3     | Oliver Poeschl (LAV Bayer Uerdingen/Dormagen) | 1:49,21    |
| 4     | Felix Leiter (TV Wattenscheid 01)             | 1:49,30    |
| 5     | Tobias Dertmann (LG Olympia Dortmund)         | 1:49,63    |
| 6     | Steffen Co (CVJM Siegen)                      | 1:50,19    |
| 7     | Tobias Schlitzer (LG Olympia Dortmund)        | 1:52,25    |
| 8     | Benedikt Nolte (TSV Bayer 04 Leverkusen)      | 1:53,04    |

Datum: 30. Juli

### 1500 m
| Platz | Athlet, Verein                             | Zeit (min) |
| ----- | ------------------------------------------ | ---------- |
| 1     | Dirk Heinze (SV Creaton Großengottern)     | 3:38,75    |
| 2     | Wolfram Müller (LSV Pirna)                 | 3:39,09    |
| 3     | Michael Gottschalk (SCC Berlin)            | 3:41,70    |
| 4     | Sebastian Bretag (TSV Bayer 04 Leverkusen) | 3:42,26    |
| 5     | Martin Allgeyer (LSG Aalen)                | 3:42,66    |
| 6     | Daniel Abicht (SC Magdeburg)               | 3:44,61    |
| 7     | Jan Fitschen (TV Wattenscheid 01)          | 3:46,42    |
| 8     | Imram Sillah (ART Düsseldorf)              | 3:46,94    |

Datum: 30. Juli

### 5000 m
| Platz | Athlet, Verein                               | Zeit (min) |
| ----- | -------------------------------------------- | ---------- |
| 1     | Jirka Arndt (SCC Berlin)                     | 13:45,66   |
| 2     | Jörn Wagner (LG Braunschweig)                | 14:04,27   |
| 3     | Oliver Dietz (TSV Gerbrunn)                  | 14:05,70   |
| 4     | Embaye Hedrit (LAC Quelle Fürth/München)     | 14:08,28   |
| 5     | Mario Kröckert (TSV Bayer 04 Leverkusen)     | 14:09,43   |
| 6     | Dominik Burkhardt (SV Creaton Großengottern) | 14:11,63   |
| 7     | Christian Thörner (TSV Gräfelfing)           | 14:12,35   |
| 8     | Michael May (Gerolsteiner LGV)               | 14:12,90   |

Datum: 29. Juli

### 10.000 m
| Platz | Athlet, Verein                               | Zeit (min) |
| ----- | -------------------------------------------- | ---------- |
| 1     | Thorsten Naumann (USC Mainz)                 | 28:44,88   |
| 2     | John Schondelmayer (Sparda-Team Adelberg)    | 29:05,95   |
| 3     | Martin Beckmann (LG Leinfelden-Echterdingen) | 29:08,06   |
| 4     | Nick Ehrhart (Spiridon Frankfurt)            | 29:09,16   |
| 5     | Hartwig Potthin (LC Breisgau)                | 29:10,23   |
| 6     | Joachim Rückerl (LAC Quelle Fürth/München)   | 29:12,01   |
| 7     | Carsten Ender (SC DHfK Leipzig)              | 29:13,26   |
| 8     | Christian Thörner (TSV Gräfelfing)           | 29:14,96   |

Datum: 27. Mai statt
fand in Troisdorf statt

### Halbmarathon
| Platz | Athlet, Verein                                   | Zeit (h) |
| ----- | ------------------------------------------------ | -------- |
| 1     | Carsten Eich (LAC Quelle Fürth/München)          | 1:02:47  |
| 2     | Michael Fietz (TV Wattenscheid 01)               | 1:04:09  |
| 3     | Sebastian Bürklein (TV Wattenscheid 01)          | 1:04:52  |
| 4     | Joachim Rückerl (LAC Quelle Fürth/München)       | 1:05:17  |
| 5     | Dirk Schinkoreit (TV Wattenscheid 01)            | 1:05:18  |
| 6     | Maximilian Bahn (LG Bonn/Troisdorf/Niederkassel) | 1:05:19  |
| 7     | Habib Boukechab (LAC Quelle Fürth/München)       | 1:05:21  |
| 8     | Kim Bauermeister (LG Filder)                     | 1:05:27  |

Datum: 25. März
fand in Freiburg im Breisgau statt

### Halbmarathon, Mannschaftswertung
| Platz | Verein, Besetzung                                                             | Zeit (h) |
| ----- | ----------------------------------------------------------------------------- | -------- |
| 1     | LAC Quelle Fürth/München (Carsten Eich, Joachim Rückerl, Habib Boukechab)     | 3:13:25  |
| 2     | TV Wattenscheid 01 (Michael Fietz, Sebastian Bürklein, Alexander Lubina)      | 3:16:20  |
| 3     | SC DHfK Leipzig (Carsten Ender, Matthias Körner, Volker Fritzsch)             | 3:18:26  |
| 4     | LG Bonn/Troisdorf/Niederkassel (Maximilian Bahn, Tobias Dolch, Hendrik Simon) | 3:21:12  |
| 5     | LG Braunschweig (Jörn Wagner, Jürgen Kerl, Georg Diettrich)                   | 3:22:52  |
| 6     | Korschenbroicher LC (Christian Fischer, Holger Ahrenberg, Peter Kühne)        | 3:23:09  |
| 7     | LC Rapid Dortmund (Jens Wilky, Lars Hunold, Marco Budeus)                     | 3:28:70  |
| 8     | LC Breisgau (Hartwig Potthin, Ruben Welsch, Thomas Stegerer)                  | 3:30:03  |

Datum: 25. März
fand in Freiburg im Breisgau statt

### Marathon
| Platz | Athlet, Verein                             | Zeit (h) |
| ----- | ------------------------------------------ | -------- |
| 1     | Matthias Körner (SC DHfK Leipzig)          | 2:20:04  |
| 2     | Rainer Wachenbrunner (LG Nike Berlin)      | 2:20:23  |
| 3     | Habib Boukechab (LAC Quelle Fürth/München) | 2:21:08  |
| 4     | Christian Fischer (Korschenbroicher LC)    | 2:23:03  |
| 5     | Jürgen Kerl (LG Braunschweig)              | 2:24:16  |
| 6     | Frank Hahn (THW Kiel)                      | 2:25:30  |
| 7     | Holger Ahrenberg (Korschenbroicher LC)     | 2:26:20  |
| 8     | Jochen Jöhring (TUSEM Essen)               | 2:26:37  |

Datum: 30. April
fand im Rahmen des Rhein-Ruhr-Marathons in Duisburg statt

### Marathon, Mannschaftswertung
| Platz | Verein, Besetzung                                                               | Zeit (h) |
| ----- | ------------------------------------------------------------------------------- | -------- |
| 1     | Korschenbroicher LC (Christian Fischer, Holger Ahrenberg, Tim Grolich)          | 7:33:40  |
| 2     | TV Geiselhöring 1862 I (Michael Braun, Christian Grundner, Reinhold Hierlmeier) | 7:34:04  |
| 3     | SC DHfK Leipzig (Matthias Körner, Michael Voß, Andreas Garack)                  | 7:38:57  |
| 4     | DJK Armada Würselen (Michael Reuel, Jörg Achten, Möhren)                        | 7:52:52  |
| 5     | DJK Elmar Kohlscheid (Heinz Rademacher, Dietmar Lürken, Rainer Kleinfeld)       | 7:56:07  |
| 6     | LG Bäderkreis Calw (Gerhard Schneble, Markus Gigl, Ludwig Brugger)              | 7:57:21  |
| 7     | Triathlon Club Lindenberg (Wolfgang Pogutter, Hubert Hanser, Joe Ferber)        | 7:58:01  |
| 8     | TV Geiselhöring 1862 II (Bernhard Lohmeier, Josef Vogl, Siegfried Wagner)       | 8:07:24  |

Datum: 30. April
fand im Rahmen des Rhein-Ruhr-Marathons in Duisburg statt

### 100-km-Straßenlauf
| Platz | Athlet, Verein                           | Zeit (h) |
| ----- | ---------------------------------------- | -------- |
| 1     | Rainer Müller (LTF Marpingen)            | 6:38:48  |
| 2     | Wolfgang Schneider (LGV Marathon Gießen) | 7:08:40  |
| 3     | Heinrich Karlsohn (SuS Schalke 96)       | 7:12:26  |
| 4     | Ulrich Grallath (MTP Hersbruck)          | 7:13:15  |
| 5     | Rainer Lindemann (LG Salzgitter)         | 7:20:04  |
| 6     | Jörg Hooß (LTF Marpingen)                | 7:25:13  |
| 7     | Helmut Peters (LC Euskirchen)            | 7:26:29  |
| 8     | Werner Alles (LTF Marpingen)             | 7:31:27  |

Datum: 22. April
fand in Rodenbach (bei Hanau) statt

### 100-km-Straßenlauf, Mannschaftswertung
| Platz | Verein, Besetzung                                                                       | Zeit (h) |
| ----- | --------------------------------------------------------------------------------------- | -------- |
| 1     | LTF Marpingen I (Rainer Müller, Jörg Hooß, Werner Alles)                                | 21:31:21 |
| 2     | SuS Schalke 96 (Heinrich Karlsohn, Wolfgang Thamm, Thomas Koch)                         | 21:35:26 |
| 3     | SC Roth 1952 (Achim Heukemes, Robert Wimmer, Peter Wimmer)                              | 23:47:06 |
| 4     | LT Endingen (Joachim Hauser, Peter Klorer, Norbert Martin)                              | 25:46:49 |
| 5     | LTF Marpingen II (Franz Feller, Peter Gräßer, Peter Mann)                               | 26:18:29 |
| 6     | SSC Hanau-Rodenbach (Stefan Hinze, Klaus-Dieter Muttke, Helmut Kreiß)                   | 26:19:57 |
| 7     | RLT Rodgau (Michael Basch, Reinhardt Schulz, Thorsten Poppert)                          | 27:20:59 |
| 8     | SG Neukirchen/Hülchrath (Ferdinand Tiggelkamp, Hans-Theo Hausmann, Wilhelm Anderhalden) | 30:14:45 |

Datum: 22. April
fand in Rodenbach (bei Hanau) statt

### 110 m Hürden
| Platz | Athlet, Verein                         | Zeit (s) |
| ----- | -------------------------------------- | -------- |
| 1     | Florian Schwarthoff (ABC Ludwigshafen) | 13,42    |
| 2     | Ralf Leberer (SSV Ulm 1846)            | 13,46    |
| 3     | Falk Balzer (TuS Jena)                 | 13,50    |
| 4     | Jérôme Crews (MTG Mannheim)            | 13,57    |
| 5     | Mike Fenner (LG Nike Berlin)           | 13,71    |
| 6     | Claude Edorh (LT DSHS Köln)            | 13,75    |
| 7     | Thomas Blaschek (TuS Jena)             | 13,78    |
| 8     | Jens Buchholz (SC Potsdam)             | 14,16    |

Datum: 30. Juli
Wind: −0,6 m/s

### 400 m Hürden
| Platz | Athlet, Verein                            | Zeit (s) |
| ----- | ----------------------------------------- | -------- |
| 1     | Thomas Goller (LAZ Leipzig)               | 50,38    |
| 2     | Jan Schneider (LG Kindelsberg Kreuztal)   | 51,19    |
| 3     | Steffen Kolb (LG Offenburg)               | 51,55    |
| 4     | Stefan Bönisch (LAC Quelle Fürth/München) | 52,15    |
| 5     | Dirk Riekmann (THW Kiel)                  | 52,54    |
| 6     | Gerko Siemer (LG Olympia Dortmund)        | 52,64    |
| 7     | Rayk Schulze (LC Cottbus)                 | 52,79    |
| 8     | Aljoscha Nemitz (LG Nike Berlin)          | 53,28    |

Datum: 30. Juli

### 3000 m Hindernis
| Platz | Athlet, Verein                                | Zeit (min) |
| ----- | --------------------------------------------- | ---------- |
| 1     | Damian Kallabis (SCC Berlin)                  | 8:32,64    |
| 2     | Ralf Aßmus (SV Creaton Großengottern)         | 8:33,26    |
| 3     | Christian Knoblich (LAC Quelle Fürth/München) | 8:34,60    |
| 4     | Frank Bruder (LG Bäderkreis)                  | 8:34,94    |
| 5     | André Green (LG Wedel-Pinneberg)              | 8:37,58    |
| 6     | Stephan Hohl (TV Huchenfeld)                  | 8:49,82    |
| 7     | Torsten Grube (SC DHfK Leipzig)               | 8:50,35    |
| 8     | Markus Behnke (LG Nord Berlin)                | 8:51,29    |

Datum: 29. Juli

### 4 × 100 m Staffel
| Platz | Verein, Besetzung                                                                            | Zeit (s) |
| ----- | -------------------------------------------------------------------------------------------- | -------- |
| 1     | LC Rehlingen (Roger Gräber, Andreas Ruth, Simon Kirch, Michael Berndt)                       | 40,01    |
| 2     | LG Salamander Kornwestheim (Tobias Unger, Florian Gamper, Mike Höschele, Alexander Richling) | 40,27    |
| 3     | MTG Mannheim (Hans-Ulrich Mayer, Jérôme Crews, Michael Schäfer, Andreas Schofer)             | 40,52    |
| 4     | LC Paderborn (Benjamin Parkes, Jörg Deerberg, Nico Büchsenschütz, Thomas Prange)             | 40,61    |
| 5     | SC Magdeburg (Stefan Rösler, Tobias Jantz, Mathias Mertens, Norman Dannhauer)                | 40,95    |
| 6     | ASV Köln (Andre Thomson, Jacek Balin, Daniel Bittner, Tim Tonder)                            | 40,99    |
| 7     | 1. FC Kaiserslautern (Robert Lahr, Kevin Hanjohr, Matthias Riedel, Timothy Hall)             | 41,15    |
| 8     | LG Nike Berlin (Greg Schwamberger, Aljoscha Nemitz, Steffen Landgraf, Ralf Riester)          | 41,50    |

Datum: 29. Juli

### 4 × 400 m Staffel
| Platz | Verein, Besetzung                                                                                    | Zeit (min) |
| ----- | --- | ---------- |
| 1     | TSV Bayer 04 Leverkusen (Daniel Hechler, Benjamin Nitze, René Oblong, Klaus Ehrnsperger)             | 3:09,04    |
| 2     | LG Olympia Dortmund (Bastian Swillims, Marcel Dornieden, Sebastian Aryee, Marc-Alexander Scheer)     | 3:10,76    |
| 3     | LAC Quelle Fürth/München (Stefan Bönisch, Torsten Feix, Mark Eplinius, Nico Motchebon)               | 3:10,99    |
| 4     | VfL Sindelfingen (Steff Sattelmaier, Frank Lange, Heiko Kupfer, Stefan Holz)                         | 3:11,72    |
| 5     | ASV Köln (Ferdinand Rissom, Dirk Schulten, Marcel Knospe, Alexander Müller)                          | 3:12,42    |
| 6     | LAV Bayer Uerdingen/Dormagen (Thomas Heinrichs, Thorsten Knöpker, Alexander Kuhnert, Oliver Poeschl) | 3:12,71    |
| 7     | LG Staufen (Markus Fuchs, Wolfgang Kraus, Jochen Obenland, Oliver Daum)                              | 3:13,05    |
| 8     | LG Salamander Kornwestheim (Florian Koepfer, Matthias Packeiser, Florian Gamper, Axel Weyhing)       | 3:13,19    |

Datum: 30. Juli

### 3 × 1000 m Staffel
| Platz | Verein, Besetzung                                                             | Zeit (min) |
| ----- | ----------------------------------------------------------------------------- | ---------- |
| 1     | SV Creaton Großengottern (Ralf Aßmus, Dirk Heinze, Nils Schumann)             | 7:11,55    |
| 2     | LAC Quelle Fürth/München (Christian Knoblich, Nico Motchebon, Franek Haschke) | 7:14,44    |
| 3     | TSV Bayer 04 Leverkusen (Benedikt Nolte, Sebastian Bretag, Tarik Bourrouag)   | 7:16,79    |
| 4     | LG Staufen (Stephan Eberle, Paulin Macias Alvares, Oliver Daum)               | 7:17,60    |
| 5     | CVJM Siegen (Markus Eichentopf, Maik Boller, Steffen Co)                      | 7:20,78    |
| 6     | SV Saar 05 Saarbrücken (Patrick Altmeyer, Marcus Schlecht, Marcus Brede)      | 7:23,18    |

Datum: 27. Mai statt
fand in Troisdorf im zusammen mit den 10.000-Meter-Lauf-Meisterschaften statt

### 10.000-m-Bahngehen
| Platz | Athlet, Verein                    | Zeit (min) |
| ----- | --------------------------------- | ---------- |
| 1     | Andreas Erm (LAC Halensee Berlin) | 39:54,23   |

Datum: 29. Juli

### 20-km-Gehen
| Platz | Athlet, Verein                            | Zeit (h) |
| ----- | ----------------------------------------- | -------- |
| 1     | Andreas Erm (LAC Halensee Berlin)         | 1:20:30  |
| 2     | Nischan Daimer (LAC Quelle Fürth/München) | 1:28:24  |
| 3     | Steffen Borsch (LAC Quelle Fürth/München) | 1:35:27  |
| 4     | Michael Lohse (LAC Quelle Fürth/München)  | 1:37:41  |
| 5     | Andreas Adam (LAC Quelle Fürth/München)   | 1:39:53  |
| 6     | Sten Reichel (TSV Dresden)                | 1:43:01  |
| 7     | Jean Hoffmann (TSV Dresden)               | 1:46:02  |
| 8     | Frank Putzer (LGV Gleina)                 | 1:46:31  |

Datum: 30. April
fand in Naumburg statt

### 20-km-Gehen, Mannschaftswertung
| Platz | Verein, Besetzung                                                            | Zeit (h) |
| ----- | ---------------------------------------------------------------------------- | -------- |
| 1     | LAC Quelle Fürth/München (Nischan Daimer, Marcus Hackbusch, Steffen Borsch)  | 5:04:43  |
| 2     | DJK Sparta Langenhagen (Wolfgang Luedtke, Hans-Peter Damitz, Edward Dewucki) | 6:16:30  |

Datum: 30. April
fand in Naumburg statt

### 50-km-Gehen
| Platz | Athlet, Verein                            | Zeit (h) |
| ----- | ----------------------------------------- | -------- |
| 1     | Denis Trautmann (LGV Gleina)              | 3:52:06  |
| 2     | Robert Ihly (LG Offenburg)                | 3:52:38  |
| 3     | Mike Trautmann (LGV Gleina)               | 3:52:41  |
| 4     | Thomas Wallstab (Team Erfurt)             | 3:57:06  |
| 5     | Axel Noack (OSC Berlin)                   | 3:58:52  |
| 6     | Denis Franke (LAC Quelle Fürth/München)   | 4:12:28  |
| 7     | Alfons Schwarz (LAC Quelle Fürth/München) | 4:48;41  |
| 8     | Joachim Maier (SV Breitenbrunn)           | 4:58:15  |

Datum: 30. April
fand in Naumburg statt

### Hochsprung
| Platz | Athlet, Verein                             | Höhe (m) |
| ----- | ------------------------------------------ | -------- |
| 1     | Wolfgang Kreißig (MTG Mannheim)            | 2,30     |
| 2     | Christian Rhoden (TSV Bayer 04 Leverkusen) | 2,30     |
| 3     | Stefan Mett (TG Heilbronn)                 | 2,17     |
| 4     | Kristofer Lamos (LG Eintracht Frankfurt)   | 2,13     |
| 5     | Dirk Cipa (LG Olympia Dortmund)            | 2,09     |
| 6     | Marcus Adam (TSV Bayer 04 Leverkusen)      | 2,09     |
| 7     | Hannes Zumsande (LG Emstal Dörpen)         | 2,09     |
| 8     | Lars Helbig (TG Heilbronn)                 | 2,09     |

Datum: 30. Juli

### Stabhochsprung
| Platz | Athlet, Verein                                | Höhe (m) |
| ----- | --------------------------------------------- | -------- |
| 1     | Tim Lobinger (ASV Köln)                       | 5,85     |
| 2     | Danny Ecker (TSV Bayer 04 Leverkusen)         | 5,75     |
| 3     | Michael Stolle (TSV Bayer 04 Leverkusen)      | 5,70     |
| 4     | Lars Börgeling (LAV Bayer Uerdingen/Dormagen) | 5,70     |
| 5     | Björn Otto (LAV Bayer Uerdingen/Dormagen)     | 5,50     |
| 6     | Richard Spiegelburg (TSV Bayer 04 Leverkusen) | 5,50     |
| 7     | Hendrik Hübner (TSV Bayer 04 Leverkusen)      | 5,20     |
| 7     | Ralf Schmidt (LAZ Zweibrücken)                | 5,20     |

Datum: 29. Juli

### Weitsprung
| Platz | Athlet, Verein                              | Weite (m) |
| ----- | ------------------------------------------- | --------- |
| 1     | Kofi Amoah Prah (LAC Halensee Berlin)       | 8,11      |
| 2     | Konstantin Krause (LG Ohra Hörsel)          | 7,95      |
| 3     | Michael Hessek (SV Saar 05 Saarbrücken)     | 7,65      |
| 4     | Schahriar Bigdeli (TSV Bayer 04 Leverkusen) | 7,57      |
| 5     | Alexander Schmidt (Team Erfurt)             | 7,53      |
| 6     | Thomas David (VfV Hildesheim)               | 7,52      |
| 7     | Marco Kummle (LG Offenburg)                 | 7,37      |
| 8     | Nils Winter (MobilCom Zehnkampf Welle)      | 7,36      |

Datum: 29. Juli

### Dreisprung
| Platz | Athlet, Verein                            | Weite (m) |
| ----- | ----------------------------------------- | --------- |
| 1     | Charles Friedek (TSV Bayer 04 Leverkusen) | 17,00     |
| 2     | Hrvoje Verzi (LAC Quelle Fürth/München)   | 16,52     |
| 3     | Karsten Richter (TSV Bayer 04 Leverkusen) | 16,31     |
| 4     | Thomas Riethmüller (LC Paderborn)         | 16,17     |
| 5     | Tobias Pöss (LAC Quelle Fürth/München)    | 15,73     |
| 6     | Mathias Hujo (Team Erfurt)                | 15,55     |
| 7     | Alois Schwarzmeier (1. FC Passau)         | 15,14     |
| 8     | Andreas Pohle (Team Erfurt)               | 15,12     |

Datum: 30. Juli

### Kugelstoßen
| Platz | Athlet, Verein                                | Weite (m) |
| ----- | --------------------------------------------- | --------- |
| 1     | Oliver-Sven Buder (TV Wattenscheid 01)        | 20,41     |
| 2     | Michael Mertens (LG Göttingen)                | 19,89     |
| 3     | Andy Dittmar (LG Ohra Hörsel)                 | 19,26     |
| 4     | Detlef Bock (SCC Berlin)                      | 18,89     |
| 5     | René Sack (LAZ Leipzig)                       | 18,85     |
| 6     | Gunnar Pfingsten (LG Eintracht Frankfurt)     | 18,49     |
| 7     | Ralf Bartels (SC Neubrandenburg)              | 18,29     |
| 8     | Andreas Deuschle (LG Salamander Kornwestheim) | 18,16     |

Datum: 30. Juli

### Diskuswurf
| Platz | Athlet, Verein                          | Weite (m) |
| ----- | --------------------------------------- | --------- |
| 1     | Lars Riedel (LAC Erdgas Chemnitz)       | 65,67     |
| 2     | Jürgen Schult (Schweriner SC)           | 64,66     |
| 3     | Michael Möllenbeck (TV Wattenscheid 01) | 63,99     |
| 4     | Andreas Seelig (USC Mainz)              | 62,66     |
| 5     | Tolga Köseoglu (SG Ludwigsburg)         | 60,66     |
| 6     | Thorsten Schmidt (1. LAV Rostock)       | 58,88     |
| 7     | Jörg Schulte (Wiesbadener LV)           | 55,83     |
| 8     | Patrick Stang (ULG/TSG Öhringen)        | 55,48     |

Datum: 29. Juli

### Hammerwurf
| Platz | Athlet, Verein                                | Weite (m) |
| ----- | --------------------------------------------- | --------- |
| 1     | Karsten Kobs (TSV Bayer 04 Leverkusen)        | 80,21     |
| 2     | Heinz Weis (TSV Bayer 04 Leverkusen)          | 77,94     |
| 3     | Markus Esser (TSV Bayer 04 Leverkusen)        | 76,66     |
| 4     | Holger Klose (LG Eintracht Frankfurt)         | 73,81     |
| 5     | Claus Dethloff (LAV Bayer Uerdingen/Dormagen) | 70,75     |
| 6     | Alexander Sporrer (LAC Quelle Fürth/München)  | 70,58     |
| 7     | Peter Kubera (LSG Saarbrücken-Sulzbachtal)    | 68,23     |
| 8     | Steffen Reumann (UAC Kulmbach)                | 67,42     |

Datum: 29. Juli

### Speerwurf
| Platz | Athlet, Verein                              | Weite (m) |
| ----- | ------------------------------------------- | --------- |
| 1     | Boris Henry (SV Saar 05 Saarbrücken)        | 84,40     |
| 2     | Daniel Daub (SV Saar 05 Saarbrücken)        | 80,42     |
| 3     | Peter Esenwein (LG Salamander Kornwestheim) | 80,23     |
| 4     | Christian Nicolay (TV Wattenscheid 01)      | 80,19     |
| 5     | Raymond Hecht (SC Magdeburg)                | 79,79     |
| 6     | Björn Lange (SC Magdeburg)                  | 79,63     |
| 7     | Peter Blank (LG Eintracht Frankfurt)        | 78,08     |
| 8     | Andreas Linden (USC Mainz)                  | 76,12     |

Datum: 30. Juli

### Zehnkampf
| Platz | Athlet, Verein                                  | Leistung (Pkte) |
| ----- | ----------------------------------------------- | --------------- |
| 1     | Florian Schönbeck (LG Domspitzmilch Regensburg) | 8127            |
| 2     | Mark Schumacher (LT DSHS Köln)                  | 7639            |
| 3     | Philipp Ibe (TSV Bayer 04 Leverkusen)           | 7630            |
| 4     | Gerd Brinkmann (USC Mainz)                      | 7449            |
| 5     | Jörg Goedicke (Berliner SC)                     | 7413            |
| 6     | Thomas Naubert (TG Nürtingen)                   | 7255            |
| 7     | Thorsten Didio (ESV Weil/Rhein)                 | 7193            |
| 8     | Holger Loogen (LT DSHS Köln)                    | 7146            |

Datum: 2./3. September
fand in Wesel statt

### Zehnkampf, Mannschaftswertung
| Platz | Verein, Besetzung                                                               | Leistung (Pkte) |
| ----- | ------------------------------------------------------------------------------- | --------------- |
| 1     | LT DSHS Köln (Matthias Spahn, Mark Schumacher, Holger Loogen)                   | 22.486          |
| 2     | LG Domspitzmilch Regensburg (Florian Schönbeck, Bernhard Floder, Wolfgang Hübl) | 20.634          |
| 3     | TV Norden (Patrick Pfingsten, Jens Rabenstein, Volker Tebben)                   | 20.612          |
| 4     | LAZ Wasserburg/Markt Schwaben (Peter Hargasser, Stefan Wimmer, Ulf Böhrnsen)    | 20.570          |
| 5     | TSV Bayer 04 Leverkusen (Sebastian Nehring, Martin Bechem, Sascha Gelling)      | 20.501          |
| 6     | TSV Eltingen (Reiner Hauser, Oliver Habeland, Jens Fricke)                      | 19.955          |

Datum: 2./3. September
fand in Wesel statt

### CrosslaufMittelstrecke –3,8 km
| Platz | Athlet, Verein                                | Zeit (min) |
| ----- | --------------------------------------------- | ---------- |
| 1     | Jan Fitschen (TV Wattenscheid 01)             | 11:03      |
| 2     | Wolfram Müller (LSV Pirna)                    | 11:12      |
| 3     | Christian Knoblich (LAC Quelle Fürth/München) | 11:18      |
| 4     | Christian Güssow (TSV Kronshagen)             | 11:21      |
| 5     | Embaye Hedrit (LAC Quelle Fürth/München)      | 11:22      |
| 6     | Torsten Kallweit (LAC Veltins Hochsauerland)  | 11:28      |
| 7     | Peter Kühne (Korschenbroicher LC)             | 11:30      |
| 8     | Markus Pingpank (TSV Kirchdorf)               | 11:34      |

Datum: 2. Dezember
fand in Wetter an der Ruhr statt

### CrosslaufMittelstrecke –3,8 km, Mannschaftswertung
| Platz | Verein, Besetzung                                                                   | Platzziffer |
| ----- | ----------------------------------------------------------------------------------- | ----------- |
| 1     | LAC Quelle Fürth/München (Christian Knoblich, Embaye Hedrit, Stefan Stahl)          | 019         |
| 2     | TSV Friedberg-Fauerbach (Marc-Philipp Büttner, Matthias Straßner, Carsten Freymann) | 049         |
| 3     | LSG Aalen (Hannes Weber, Martin Allgeyer, Lothar Schunk)                            | 072         |
| 4     | LC Rapid Dortmund (Ansgar Lenfers, Jens Wilky, Marco Budeus)                        | 079         |
| 5     | TSV Bayer 04 Leverkusen (Tarik Bourrouag, Sven Persch, Benedikt Nolte)              | 080         |
| 6     | LC Breisgau (Michael Fuss, Jonathan Post, Ruben Welsch)                             | 085         |
| 7     | LC Solbad Ravensberg (Nils Milde, Markus Würfel, Dirk Strothmann)                   | 114         |
| 8     | LG Dorsten (Peter Schmitt, Thomas Hegger, Jörn Schellenberg)                        | 118         |

Datum: 2. Dezember
fand in Wetter an der Ruhr statt

### CrosslaufLangstrecke –10,5 km
| Platz | Athlet, Verein                                | Zeit (min) |
| ----- | --------------------------------------------- | ---------- |
| 1     | Sebastian Hallmann (LAC Quelle Fürth/München) | 33:10      |
| 2     | Michael Wolf (Dürener TV)                     | 33:25      |
| 3     | Oliver Mintzlaff (LG Eintracht Frankfurt)     | 33:32      |
| 4     | Carsten Schütz (TV Wattenscheid 01)           | 33:41      |
| 5     | Martin Beckmann (LG Leinfelden-Echterdingen)  | 33:42      |
| 6     | Martin Block (TSV Bayer 04 Leverkusen)        | 33:45      |
| 7     | Joachim Rückerl (LAC Quelle Fürth/München)    | 33:47      |
| 8     | Jörn Wagner (LG Braunschweig)                 | 33:51      |

Datum: 2. Dezember
fand in Wetter an der Ruhr statt

### CrosslaufLangstrecke –10,5 km, Mannschaftswertung
| Platz | Verein, Besetzung                                                               | Platzziffer |
| ----- | ------------------------------------------------------------------------------- | ----------- |
| 1     | LAC Quelle Fürth/München (Sebastian Hallmann, Joachim Rückerl, Dirk Nürnberger) | 025         |
| 2     | TV Wattenscheid 01 (Carsten Schütz, Michael Fietz, Sebastian Bürklein)          | 028         |
| 3     | LG Braunschweig (Jörn Wagner, Georg Diettrich, Mario Burger)                    | 044         |
| 4     | LG Bäderkreis (Frank Bruder, Oliver Staiger, Peter Kapitza)                     | 064         |
| 5     | LG Bonn/Troisdorf/Niederkassel (Maximilian Bahn, Tobias Dolch, Olaf Möller)     | 078         |
| 6     | LT DSHS Köln (Carsten Von Kuk, Sebastian Weigel, Roland Emmerich)               | 101         |
| 7     | LG Braunschweig (Matthias Strotmann, Rainer Schwabe, Matthias vom Heede)        | 110         |
| 8     | Post-Sport Telekom Trier (Markus Krempchen, Marc Pschebizin, Dominik Bolten)    | 127         |

Datum: 2. Dezember
fand in Wetter an der Ruhr statt

### Berglauf–12 km
| Platz | Athlet, Verein                      | Zeit (min) |
| ----- | ----------------------------------- | ---------- |
| 1     | Thomas Greger (TV Hatzenbühl)       | 56:18      |
| 2     | Martin Sambale (SVO LA Germaringen) | 57:30      |
| 3     | Guido Dold (LT Furtwangen)          | 57:43      |
| 4     | ?                                   | ?          |
| 5     | Mathias Holzner                     | ?          |
| 6     | Helmut Strobl (SVO LA Germaringen)  | 59:10      |

Datum: 18. Juni
fand in Piding im Landkreis Berchtesgadener Land statt

### Berglauf–12 km, Mannschaftswertung
| Platz | Verein, Besetzung                                                    | Zeit (h) |
| ----- | -------------------------------------------------------------------- | -------- |
| 1     | SVO Germaringen I (Martin Sambale, Helmut Strobl, Philipp Kehl)      | 2:56:47  |
| 2     | TV Hatzenbühl (Thomas Greger, Christian Englert, Christoph Fuhrbach) | 2:57:23  |
| 3     | USC Freiburg (Markus Bohmann, Max Frei, Joachim Stephan)             | 3:07:11  |
| 4     | ?                                                                    | ?        |
| 5     | SVO Germaringen II (Martin Echtler, Michael Römer, Georg Fischer)    | 3:17:50  |

Datum: 18. Juni
fand in Piding im Landkreis Berchtesgadener Land statt

## Meisterschaftsresultate Frauen

### 100 m
| Platz | Athletin, Verein                     | Zeit (s) |
| ----- | ------------------------------------ | -------- |
| 1     | Esther Möller (LG Olympia Dortmund)  | 11,44    |
| 2     | Andrea Philipp (LG Olympia Dortmund) | 11,46    |
| 3     | Marion Wagner (USC Mainz)            | 11,63    |
| 4     | Gabi Rockmeier (LG Olympia Dortmund) | 11,69    |
| 5     | Sabrina Mulrain (Rumelner TV)        | 11,74    |
| 6     | Alice Reuss (LT DSHS Köln)           | 11,75    |
| 7     | Sina Schielke (LG Olympia Dortmund)  | 11,75    |
| 8     | Sandra Kasten (LG Braunschweig)      | 11,78    |

Datum: 29. Juli
Wind: −2,0 m/s

### 200 m
| Platz | Athletin, Verein                             | Zeit (s) |
| ----- | -------------------------------------------- | -------- |
| 1     | Andrea Philipp (LG Olympia Dortmund)         | 22,99    |
| 2     | Sabrina Mulrain (Rumelner TV)                | 23,01    |
| 3     | Gabi Rockmeier (LG Olympia Dortmund)         | 23,41    |
| 4     | Alice Reuss (LT DSHS Köln)                   | 23,66    |
| 5     | Sandra Kasten (LG Braunschweig)              | 23,79    |
| 6     | Silke Lichtenhagen (TSV Bayer 04 Leverkusen) | 23,89    |
| DNS   | Marion Wagner (USC Mainz)                    |          |
| DNS   | Esther Möller (LG Olympia Dortmund)          |          |

Datum: 30. Juli
Wind: −0,7 m/s

### 400 m
| Platz | Athletin, Verein                       | Zeit (s) |
| ----- | -------------------------------------- | -------- |
| 1     | Grit Breuer (SC Magdeburg)             | 51,22    |
| 2     | Uta Rohländer (SV Halle)               | 51,46    |
| 3     | Shanta Ghosh (LC Rehlingen)            | 51,74    |
| 4     | Florence Ekpo-Umoh (USC Mainz)         | 52,16    |
| 5     | Birgit Rockmeier (LG Olympia Dortmund) | 52,68    |
| 6     | Claudia Marx (LG Nike Berlin)          | 52,88    |
| 7     | Anja Knippel (Team Erfurt)             | 53,22    |
| 8     | Anke Feller (TSV Bayer 04 Leverkusen)  | 53,23    |

Datum: 30. Juli

### 800 m
| Platz | Athletin, Verein                                 | Zeit (min) |
| ----- | ------------------------------------------------ | ---------- |
| 1     | Claudia Gesell (TSV Bayer 04 Leverkusen)         | 2:00,53    |
| 2     | Ivonne Teichmann (SC Magdeburg)                  | 2:01,22    |
| 3     | Linda Kisabaka (LAZ Leipzig)                     | 2:01,45    |
| 4     | Kathrin Sonntag (LG Staufen)                     | 2:08,78    |
| 5     | Sarah Sjögrehn (LG Nordheide)                    | 2:09,09    |
| 6     | Katharina Krauße (SC Neubrandenburg)             | 2:09,56    |
| 7     | Ann-Kristina Trottnow (LG VfB/Kickers Stuttgart) | 2:10,29    |
| 8     | Sarah Kuhlmann (OFV Ostercappeln)                | 2:11,75    |

Datum: 30. Juli

### 1500 m
| Platz | Athletin, Verein                                    | Zeit (min) |
| ----- | --------------------------------------------------- | ---------- |
| 1     | Kathleen Friedrich (LAC Erdgas Chemnitz)            | 4:17,99    |
| 2     | Kristina da Fonseca-Wollheim (SV Halle)             | 4:18,45    |
| 3     | Irina Mikitenko (LG Eintracht Frankfurt)            | 4:18,57    |
| 4     | Sylvia Kühnemund (Hallesche Leichtathletik-Freunde) | 4:18,79    |
| 5     | Anne Bruns (TV Meppen)                              | 4:21,80    |
| 6     | Eva Trost (LG Rupertiwinkel)                        | 4:22,91    |
| 7     | Lisa Rotsel (LG Bielefeld)                          | 4:23,79    |
| 8     | Katharina Splinter (1. LAV Rostock)                 | 4:24,36    |

Datum: 30. Juli

### 5000 m
| Platz | Athletin, Verein                                | Zeit (min) |
| ----- | ----------------------------------------------- | ---------- |
| 1     | Irina Mikitenko (LG Eintracht Frankfurt)        | 15:50,55   |
| 2     | Luminita Zaituc (LG Braunschweig)               | 15:51,86   |
| 3     | Doreen Walter (LAC Erdgas Chemnitz)             | 16:04,60   |
| 4     | Sabrina Mockenhaupt (LG Sieg)                   | 16:08,02   |
| 5     | Melanie Schulz (SV Creaton Großengottern)       | 16:10,64   |
| 6     | Michaela Möller (LG Ratio Münster)              | 16:12,97   |
| 7     | Larissa Kleinmann (VfL Waiblingen)              | 16:18,85   |
| 8     | Susanne Ritter (LG Bonn-Troisdorf-Niederkassel) | 16:30,07   |

Datum: 29. Juli

### 10.000 m
| Platz | Athletin, Verein                                | Zeit (min) |
| ----- | ----------------------------------------------- | ---------- |
| 1     | Petra Wassiluk (ASC Darmstadt)                  | 32:20,49   |
| 2     | Melanie Kraus (TSV Bayer 04 Leverkusen)         | 32:21,31   |
| 3     | Michaela Möller (LG Ratio Münster)              | 32:31,91   |
| 4     | Larissa Kleinmann (VfL Waiblingen)              | 33:20,05   |
| 5     | Melanie Schulz (SV Creaton Großengottern)       | 33:20,09   |
| 6     | Susanne Ritter (LG Bonn-Troisdorf-Niederkassel) | 33:24,33   |
| 7     | Ines Cronjäger (LG Seesen)                      | 33:58,41   |
| 8     | Manuela Zipse (ABC Ludwigshafen)                | 34:34,95   |

Datum: 27. Mai statt
fand in Troisdorf statt

### Halbmarathon
| Platz | Athletin, Verein                                | Zeit (h) |
| ----- | ----------------------------------------------- | -------- |
| 1     | Katrin Dörre-Heinig (SC DHfK Leipzig)           | 1:11:44  |
| 2     | Sonja Oberem (TSV Bayer 04 Leverkusen)          | 1:12:27  |
| 3     | Susanne Ritter (LG Bonn/Troisdorf/Niederkassel) | 1:14:26  |
| 4     | Ines Cronjäger (LG Seesen)                      | 1:16:35  |
| 5     | Manuela Zipse (ABC Ludwigshafen)                | 1:17:10  |
| 6     | Christine Stief (LAC Quelle Fürth/München)      | 1:17:12  |
| 7     | Andrea Kupper (LAC Quelle Fürth/München)        | 1:17:13  |
| 8     | Johanna Baumgartner (LAC Quelle Fürth/München)  | 1:17:16  |

Datum: 25. März
fand in Freiburg im Breisgau statt

### Halbmarathon, Mannschaftswertung
| Platz | Verein, Besetzung                                                                      | Zeit (h) |
| ----- | -------------------------------------------------------------------------------------- | -------- |
| 1     | LAC Quelle Fürth/München (Christine Stief, Andrea Kupper, Johanna Baumgartner)         | 3:51:41  |
| 2     | ABC Ludwigshafen (Manuela Zipse, Birgit Jerschabek, Diana Boskovic)                    | 3:56:26  |
| 3     | LG Domspitzmilch Regensburg I (Dr. Ellen Schöner, Melanie Hohenester, Gaby Pfandorfer) | 4:01:39  |
| 4     | SC DHfK Leipzig (Katrin Dörre-Heinig, Liane Muschler, Angelika Dreock)                 | 4:06:23  |
| 5     | LG Seesen (Ines Cronjäger, Kerstin Brünig, Birgit Grummer)                             | 4:06:45  |
| 6     | LG Braunschweig (Victoria Willcox, Birte Bultmann, Katrin Bröger)                      | 4:09:28  |
| 7     | ASC Rosellen/Neuss (Christiane Soeder, Susanne Wildner, Stefanie Soeder)               | 4:10:07  |
| 8     | LG Domspitzmilch Regensburg II (Sophie Berkmiller, Katharina Kaufmann, Monika Hirt)    | 4:11:14  |

Datum: 25. März
fand in Freiburg im Breisgau statt

### Marathon
| Platz | Athletin, Verein                                 | Zeit (h) |
| ----- | ------------------------------------------------ | -------- |
| 1     | Ines Cronjäger (LG Seesen)                       | 2:40:59  |
| 2     | Sandra Kramer (SV Creaton Großengottern)         | 2:43:59  |
| 3     | Rita Ehrmann (LG Maifeld-Pellenz)                | 2:44:49  |
| 4     | Tina Walter (DJK Schwäbisch Gmünd)               | 2:45:36  |
| 5     | Kerstin Brünig (LG Sesen)                        | 2:46:03  |
| 6     | Traudi Haselbeck (TV Geiselhöring)               | 2:49:17  |
| 7     | Katharina Kaufmann (LG Domspitzmilch Regensburg) | 2:50:42  |
| 8     | Sophie Berkmiller (LG Domspitzmilch Regensburg)  | 2:51:05  |

Datum: 30. April
fand im Rahmen des Rhein-Ruhr-Marathons in Duisburg statt

### Marathon, Mannschaftswertung
| Platz | Verein, Besetzung                                                                      | Zeit (h) |
| ----- | -------------------------------------------------------------------------------------- | -------- |
| 1     | LG Seesen (Ines Cronjäger, Kerstin Brünig, Karola Weiglein)                            | 08:22:43 |
| 2     | LG Domspitzmilch Regensburg (Katharina Kaufmann, Sophie Berkmiller, Dr. Ellen Schöner) | 08:33:05 |
| 3     | DJK Schwäbisch Gmünd (Tina Walter, Kristina Buneta, Elke Peischl)                      | 08:55:50 |
| 4     | LSF Münster I (Christiane Graeber, Brigitte Ziegler, Anne Holtkötter)                  | 09:15:02 |
| 5     | TV Geiselhöring 1862 (Traudl Haselbeck, Heidemarie Staller-Willer, Gertrud Jäger)      | 09:16:26 |
| 6     | LTC Berlin (Daniela Neetzel, Antje Küpper, Böltge)                                     | ?        |
| 7     | ESV Münster (Petra Schmiemann, Ruth Schwager, Claudia Götz)                            | ?        |
| 8     | LSF Münster I (Hannelore Horst, Marietheres Kellmann, Ruth Lutz)                       | 10:04:34 |

Datum: 30. April
fand im Rahmen des Rhein-Ruhr-Marathons in Duisburg statt

### 100-km-Straßenlauf
| Platz | Athletin, Verein                       | Zeit (h) |
| ----- | -------------------------------------- | -------- |
| 1     | Tanja Schäfer (LTF Marpingen)          | 7:48:57  |
| 2     | Ute Wollenberg (ESV Lok Potsdam)       | 7:58:17  |
| 3     | Anke Drescher (SSC Hanau-Rodenbach)    | 8:17:17  |
| 4     | Sybille Möllensiep (SuS Schalke 96)    | 8:46:29  |
| 5     | Petra Müller (LTF Marpingen)           | 9:15:04  |
| 6     | Angelika Warken (LTF Marpingen)        | 9:24:59  |
| 7     | Jutta Jöhring (Gerscheder SV 66 Essen) | 9:27:29  |
| 8     | Helga Backhaus (LG Nord Berlin)        | 9:46:11  |

Datum: 22. April
fand in Rodenbach (bei Hanau) statt

### 100-km-Straßenlauf, Mannschaftswertung
| Platz | Verein, Besetzung                                              | Zeit (h) |
| ----- | -------------------------------------------------------------- | -------- |
| 1     | LTF Marpingen (Tanja Schäfer, Angelika Warken, Giovanna Karle) | 27:05:32 |

Datum: 22. April
fand in Rodenbach (bei Hanau) statt

### 100 m Hürden
| Platz | Athletin, Verein                           | Zeit (s) |
| ----- | ------------------------------------------ | -------- |
| 1     | Kirsten Bolm (TV Scheeßel Eichenschule)    | 13,04    |
| 2     | Juliane Sprenger (LG Kindelsberg Kreuztal) | 13,21    |
| 3     | Birgit Hamann (VfL Sindelfingen)           | 13,26    |
| 4     | Caren Sonn (MTG Mannheim)                  | 13,29    |
| 5     | Tessy Prediger (SC Magdeburg)              | 13,31    |
| 6     | Heike Blassneck (LG Eintracht Frankfurt)   | 13,44    |
| 7     | Jennifer Komoll (Team Niederrhein)         | 13,63    |
| 8     | Beate Gensel (Team Erfurt)                 | 13,69    |

Datum: 30. Juli
Wind: −0,3 m/s

### 400 m Hürden
| Platz | Athletin, Verein               | Zeit        |
| ----- | ------------------------------ | ----------- |
| 1     | Ulrike Urbansky (SC Magdeburg) | 0055,51 s00 |
| 2     | Heike Meißner (SC Magdeburg)   | 0055,68 s00 |
| 3     | Maren Schott (ASV Köln)        | 0056,56 s00 |
| 4     | Anika Ahrens (Hamburger SV)    | 0057,22 s00 |
| 5     | Claudia Jung (LAZ Leipzig)     | 0057,57 s00 |
| 6     | Anja Höcke (VfL Kamen)         | 0058,69 s00 |
| 7     | Karla Faulhaber (Dresdner SC)  | 1:00,08 min |
| 8     | Ulrike Wellmann (LG Staufen)   | 1:00,43 min |

Datum: 30. Juli

### 4 × 100 m Staffel
| Platz | Verein, Besetzung                                                                               | Zeit (s) |
| ----- | ----------------------------------------------------------------------------------------------- | -------- |
| 1     | LG Olympia Dortmund (Sina Schielke, Andrea Philipp, Esther Möller, Gabi Rockmeier)              | 43,92    |
| 2     | VfL Sindelfingen (Birgit Hamann, Simone Beutelspacher, Kerstin Grötzinger, Stephanie Kampf)     | 45,48    |
| 3     | SC Magdeburg (Annegret Dietrich, Grit Breuer, Ulrike Urbansky, Heike Meißner)                   | 45,52    |
| 4     | USC Mainz (Mona Steigauf, Ulrike Holzner, Andrea Luy, Marion Wagner)                            | 45,79    |
| 5     | LG Weserbergland (Christina Köhring, Nicole Müller, Annette Thimm, Nicole Marahrens)            | 46,19    |
| 6     | Team Niederrhein (Jennifer Komoll, Nadine Hentschke, Katja Gotthardt, Yvo Deutschländer)        | 46,28    |
| 7     | SV Saar 05 Saarbrücken (Tina Kron, Stephanie Hort, Daniela Mark, Marion Hassel)                 | 46,29    |
| 8     | LAV Bayer Uerdingen/Dormagen (Sabine Sterken, Andrea Lammerding, Michaela Lambertz, Katja Fust) | 46,81    |

Datum: 29. Juli

### 4 × 400 m Staffel
| Platz | Verein, Besetzung                                                                           | Zeit (min) |
| ----- | ------------------------------------------------------------------------------------------- | ---------- |
| 1     | SC Magdeburg (Ulrike Urbansky, Heike Meißner, Ivonne Teichmann, Grit Breuer)                | 3:31,58    |
| 2     | USC Mainz (Andrea Luy, Julia Wollstadt, Mona Steigauf, Florence Ekpo-Umoh)                  | 3:38,85    |
| 3     | LAC Quelle Fürth/München (Heike Scholz, Peggy Müller, Daniela Struckmeyer, Norma Schimmer)  | 3:41,55    |
| 4     | ASV Köln (Wiebke Steffen, Maren Schott, Juliane Scholven, Meike Flore)                      | 3:42,78    |
| 5     | LG Nike Berlin (Anja Neupert, Claudia Marx, Anja Reinsch, Juliane Erber)                    | 3:44,42    |
| 6     | Dresdner SC (Claudia Hempel, Mandy Junghans, Susanne Merkel, Karla Faulhaber)               | 3:46,91    |
| 7     | LAV Bayer Uerdingen/Dormagen (Michaela Lambertz, Andrea Lammerding, Katja Fust, Ina Cordes) | 3:47,54    |
| 8     | Hamburger SV (Céline Miroir, Marlen Filipowicz, Kristin Klockmann, Anika Ahrens)            | 3:48,74    |

Datum: 30. Juli

### 3 × 800 m Staffel
| Platz | Verein, Besetzung                                                                 | Zeit (min) |
| ----- | --------------------------------------------------------------------------------- | ---------- |
| 1     | LAZ Leipzig (Romy Ehrlich, Franca Hertel, Linda Kisabaka)                         | 6:29,45    |
| 2     | ASV Köln (Meike Flore, Heike Frantz, Maren Schott)                                | 6:29,65    |
| 3     | TSV Bayer 04 Leverkusen (Sigrid Bühler, Sylvia Nußbeck, Dagmar de Haan)           | 6:32,83    |
| 4     | LAC Quelle Fürth/München (Daniela Struckmeyer, Monika Weilhammer, Norma Schimmer) | 6:33,53    |
| 5     | LG Eintracht Frankfurt                                                            | ?          |

Datum: 27. Mai
fand in Troisdorf im zusammen mit den 10.000-Meter-Lauf-Meisterschaften statt

### 5000-m-Bahngehen
| Platz | Athletin, Verein                                 | Zeit (min) |
| ----- | ------------------------------------------------ | ---------- |
| 1     | Beate Gummelt, geb. Anders (LAC Halensee Berlin) | 21:15,49   |

Datum: 29. Juli

### 20-km-Gehen
| Platz | Athletin, Verein                                 | Zeit (h) |
| ----- | ------------------------------------------------ | -------- |
| 1     | Kathrin Boyde (USC Freiburg)                     | 1:30:42  |
| 2     | Beate Gummelt, geb. Anders (LAC Halensee Berlin) | 1:31:45  |
| 3     | Melanie Seeger (SC Potsdam)                      | 1:32:58  |
| 4     | Nicole Best (TV Groß-Gerau)                      | 1:39:40  |
| 5     | Annett Amberg (LAZ Leipzig)                      | 1:42:31  |
| 6     | Larissa Matveeva (ABC Ludwigshafen)              | 1:52:20  |
| 7     | Ulrike Sander (VfB Coburg)                       | 1:55:57  |
| 8     | Antje Kahr (TV Hassee Winterbek)                 | 1:57:32  |

Datum: 30. April
fand in Naumburg statt

### Hochsprung
| Platz | Athletin, Verein                           | Höhe (m) |
| ----- | ------------------------------------------ | -------- |
| 1     | Amewu Mensah (OSC Berlin)                  | 1,90     |
| 2     | Alina Astafei (MTG Mannheim)               | 1,87     |
| 3     | Miriam Bielert (LBV Phönix Lübeck)         | 1,87     |
| 4     | Birgit Kähler (TSV Bayer 04 Leverkusen)    | 1,84     |
| 4     | Elena Herzenberg (ABC Ludwigshafen)        | 1,84     |
| 6     | Melanie Skotnik (LAC Quelle Fürth/München) | 1,80     |
| 7     | Sophia Sagonas (LG Seligenstadt)           | 1,75     |
| 7     | Antje Petsche (SV Teutschenthal)           | 1,75     |
| 7     | Carolin Dollas (LG Braunschweig)           | 1,75     |

Datum: 29. Juli

### Stabhochsprung
| Platz | Athletin, Verein                                | Höhe (m) |
| ----- | ----------------------------------------------- | -------- |
| 1     | Yvonne Buschbaum (LG VfB/Kickers Stuttgart)     | 4,45     |
| 2     | Nicole Humbert, geb. Rieger (ASV Landau)        | 4,45     |
| 3     | Christine Adams (TSV Bayer 04 Leverkusen)       | 4,15     |
| 4     | Sabine Schulte (LG Bonn-Troisdorf-Niederkassel) | 4,15     |
| 5     | Andrea Müller (LAZ Zweibrücken)                 | 4,10     |
| 5     | Floé Kühnert (TSV Bayer 04 Leverkusen)          | 4,10     |
| 7     | Martina Strutz (Schweriner SC)                  | 4,10     |
| 8     | Anastasija Ryzih (LAZ Zweibrücken)              | 4,00     |

Datum: 30. Juli

### Weitsprung
| Platz | Athletin, Verein                               | Weite (m) |
| ----- | ---------------------------------------------- | --------- |
| 1     | Heike Drechsler, geb. Daute (ABC Ludwigshafen) | 6,72      |
| 2     | Susen Tiedtke (LAC Erdgas Chemnitz)            | 6,65      |
| 3     | Sofia Schulte (LAG Siegen)                     | 6,64      |
| 4     | Beatrice Albert (LG Frankenwald)               | 6,34      |
| 5     | Bianca Kappler (Halstenbeker TS)               | 6,29      |
| 6     | Elena Persina (BV Teutonia Dortmund-Lanstrop)  | 6,23      |
| 7     | Stephanie Hort (SV Saar 05 Saarbrücken)        | 6,22      |
| 8     | Nicole Herschmann (OSC Berlin)                 | 6,16      |

Datum: 30. Juli

### Dreisprung
| Platz | Athletin, Verein                       | Weite (m) |
| ----- | -------------------------------------- | --------- |
| 1     | Tanja König (TSV Bayer 04 Leverkusen)  | 13,64     |
| 2     | Katja Umlauft (Berliner SC)            | 13,52     |
| 3     | Nicole Herschmann (OSC Berlin)         | 13,51     |
| 4     | Claudine Szendrei (SC Potsdam)         | 13,41     |
| 5     | Angela Barylla (TV Wattenscheid 01)    | 13,37     |
| 6     | Kerstin Hodea (Schweriner SC)          | 13,20     |
| 7     | Anja Diezel (LG Nike Berlin)           | 13,15     |
| 8     | Silvia Otto (SV Creaton Großengottern) | 12,93     |

Datum: 29. Juli

### Kugelstoßen
| Platz | Athletin, Verein                                  | Weite (m) |
| ----- | ------------------------------------------------- | --------- |
| 1     | Nadine Kleinert (SC Magdeburg)                    | 18,79     |
| 2     | Nadine Beckel (Schweriner SC)                     | 18,01     |
| 3     | Ilona Beyer (TV Wattenscheid 01)                  | 17,00     |
| 4     | Martina Greithanner (LAC Quelle Fürth/München)    | 16,84     |
| 5     | Kathleen Kluge (Hallesche Leichtathletik-Freunde) | 16,67     |
| 6     | Karin Wurm (LG Landkreis Roth)                    | 16,34     |
| 7     | Sandra Harms (LG Reinheim/Gr. Bieberau)           | 16,01     |
| 8     | Katja Król (LG Nike Berlin)                       | 15,82     |

Datum: 29. Juli

### Diskuswurf
| Platz | Athletin, Verein                                   | Weite (m) |
| ----- | -------------------------------------------------- | --------- |
| 1     | Franka Dietzsch (SC Neubrandenburg)                | 65,25     |
| 2     | Ilke Wyludda (LAC Erdgas Chemnitz)                 | 64,24     |
| 3     | Anja Möllenbeck, geb. Gündler (TV Wattenscheid 01) | 61,27     |
| 4     | Kathleen Hering (LAZ Leipzig)                      | 56,90     |
| 5     | Nadine Beckel (Schweriner SC)                      | 56,24     |
| 6     | Mirjam Burchard (LBV Phönix Lübeck)                | 54,36     |
| 7     | Martina Greithanner (LAC Quelle Fürth/München)     | 53,47     |
| 8     | Katja Schreiber (LAZ Leipzig)                      | 53,02     |

Datum: 30. Juli

### Hammerwurf
| Platz | Athletin, Verein                           | Weite (m) |
| ----- | ------------------------------------------ | --------- |
| 1     | Kirsten Münchow (LG Eintracht Frankfurt)   | 67,84     |
| 2     | Bianca Achilles (TSV Bayer 04 Leverkusen)  | 64,54     |
| 3     | Simone Mathes (TSV Bayer 04 Leverkusen)    | 64,40     |
| 4     | Susanne Keil (LG Eintracht Frankfurt)      | 63,53     |
| 5     | Manuela Priemer (LAC Quelle Fürth/München) | 62,86     |
| 6     | Tina Schäfer (MTG Mannheim)                | 61,18     |
| 7     | Andrea Bunjes (SV Holtland)                | 59,53     |
| 8     | Betina Gabler (LG München)                 | 55,61     |

Datum: 30. Juli

### Speerwurf
| Platz | Athletin, Verein                                   | Weite (m) |
| ----- | -------------------------------------------------- | --------- |
| 1     | Tanja Damaske (OSC Berlin)                         | 66,73     |
| 2     | Steffi Nerius (TSV Bayer 04 Leverkusen)            | 63,95     |
| 3     | Dörthe Friedrich (LG Karlsruhe)                    | 58,81     |
| 4     | Karen Forkel (SV Halle)                            | 57,20     |
| 5     | Christine Wiegelmann (TV Gelnhausen)               | 56,38     |
| 6     | Jana Woytkowska (Hallesche Leichtathletik-Freunde) | 55,07     |
| 7     | Barbara Vonstein (TSV Bayer 04 Leverkusen)         | 54,57     |
| 8     | Dana Lehmann (Hallesche Leichtathletik-Freunde)    | 54,03     |

Datum: 29. Juli

### Siebenkampf
| Platz | Athletin, Verein                                 | Leistung (Pkte) |
| ----- | ------------------------------------------------ | --------------- |
| 1     | Kathleen Gutjahr (SC Neubrandenburg)             | 6079            |
| 2     | Mona Steigauf (USC Mainz)                        | 5726            |
| 3     | Sabine Krieger (VfL Kamen)                       | 5675            |
| 4     | Silke Knut (TSV Bayer 04 Leverkusen)             | 5255            |
| 5     | Dagmar Burgmann (LG Eintracht Frankfurt)         | 5113            |
| 6     | Rebekka Kemmler (LT DSHS Köln)                   | 5027            |
| 7     | Ulrike Holzner (USC Mainz)                       | 5003            |
| 8     | Michaela Lambertz (LAV Bayer Uerdingen/Dormagen) | 4824            |

Datum: 2./3. September
fand in Wesel statt

### Siebenkampf, Mannschaftswertung
| Platz | Verein, Besetzung                                            | Leistung (Pkte) |
| ----- | ------------------------------------------------------------ | --------------- |
| 1     | USC Mainz (Mona Steigauf, Ulrike Holzner, Christine Hantsch) | ?               |

Datum: 2./3. September
fand in Wesel statt

### CrosslaufMittelstrecke –3,8 km
| Platz | Athletin, Verein                                       | Zeit (min) |
| ----- | ------------------------------------------------------ | ---------- |
| 1     | Irina Mikitenko (LG Eintracht Frankfurt)               | 12:18      |
| 2     | Luminita Zaituc (LG Braunschweig)                      | 12:44      |
| 3     | Melanie Klein-Arndt (LAV Bayer Uerdingen/Dormagen)     | 13:01      |
| 4     | Petra Maak, geb. Sander (LAV Bayer Uerdingen/Dormagen) | 13:15      |
| 5     | Victoria Willcox (LG Braunschweig)                     | 13:18      |
| 6     | Sylvia Kühnemund (Hallesche Leichtathletik-Freunde)    | 13:27      |
| 7     | Birte Bultmann (LG Braunschweig)                       | 13:31      |
| 8     | Alexandra Petri (ASC Darmstadt)                        | 13:32      |

Datum: 2. Dezember
fand in Wetter an der Ruhr statt

### CrosslaufMittelstrecke –3,8 km, Mannschaftswertung
| Platz | Verein, Besetzung                                                                            | Platzziffer |
| ----- | -------------------------------------------------------------------------------------------- | ----------- |
| 1     | LG Braunschweig (Luminita Zaituc, Victoria Willcox, Birte Bultmann)                          | 14          |
| 2     | LAV Bayer Uerdingen/Dormagen (Melanie Klein-Arndt, Petra Maak – geb. Sander, Claudia Nilges) | 40          |
| 3     | LG Domspitzmilch Regensburg (Dr. Ellen Schöner, Elke Lorenz, Sophie Berkmiller)              | 49          |
| 4     | LAG Mittlere Isar (Kathrin Luxenhofer, Susanne Falkenstein, Gabriele Falkenstein)            | 59          |
| 5     | Post-Sport Telekom Trier (Joelle Franzmann, Nicole Scholtes, Claudia Rausch)                 | 70          |
| 6     | ASC Rosellen/Neuss (Bettina Schmidt, Astrid Osterburg, Claudia Schmitz)                      | 84          |

Datum: 2. Dezember
fand in Wetter an der Ruhr statt

### CrosslaufLangstrecke –7,2 km
| Platz | Athletin, Verein                           | Zeit (min) |
| ----- | ------------------------------------------ | ---------- |
| 1     | Irina Mikitenko (LG Eintracht Frankfurt)   | 24:33      |
| 2     | Sonja Oberem (TSV Bayer 04 Leverkusen)     | 25:04      |
| 3     | Michaela Möller (LG Ratio Münster)         | 25:47      |
| 4     | Ulrike Maisch (1. LAV Rostock)             | 26:28      |
| 5     | Sylvia Nußbeck (TSV Bayer 04 Leverkusen)   | 26:39      |
| 6     | Christine Stief (LAC Quelle Fürth/München) | 26:50      |
| 7     | Carmen Siewert (Grün-Schwarz Greifswald)   | 27:02      |
| 8     | Christiane Soeder (ASC Rosellen/Neuss)     | 27:08      |

Datum: 2. Dezember
fand in Wetter an der Ruhr statt

### CrosslaufLangstrecke –7,2 km, Mannschaftswertung
| Platz | Verein, Besetzung                                                             | Platzziffer |
| ----- | ----------------------------------------------------------------------------- | ----------- |
| 1     | TSV Bayer 04 Leverkusen (Sonja Oberem, Sylvia Nußbeck, Jeannine Hagedorn)     | 25          |
| 2     | ASC Rosellen/Neuss (Christiane Soeder, Stefanie Buss, Ute Jenke)              | 33          |
| 3     | LG Domspitzmilch Regensburg (Dr. Ellen Schöner, Elke Lorenz, Andrea Scharrer) | 54          |

Datum: 2. Dezember
fand in Wetter an der Ruhr statt

### Berglauf–12 km
| Platz | Athletin, Verein                                | Zeit (h) |
| ----- | ----------------------------------------------- | -------- |
| 1     | Birgit Sonntag (OSC Berlin)                     | 1:05:35  |
| 2     | Gudrun de Pay (TSV Trochtelfingen)              | 1:08:40  |
| 3     | Romy Lindner (Chemnitzer LV)                    | 1:10:17  |
| 4     | Stefanie Buss (ASC Rosellen/Neuss)              | ?        |
| 5     | Dr. Ellen Schöner (LG Domspitzmilch Regensburg) | ?        |
| 6     | Ute Jenke (ASC Rosellen/Neuss)                  | ?        |

Datum: 18. Juni
fand in Piding im Landkreis Berchtesgadener Land statt

### Berglauf–12 km, Mannschaftswertung
| Platz | Verein, Besetzung                                                               | Zeit (h) |
| ----- | ------------------------------------------------------------------------------- | -------- |
| 1     | ASC Rosellen/Neuss (Stefanie Buss, Susanne Wildner, Ute Jenke)                  | 3:44:16  |
| 2     | LG Domspitzmilch Regensburg (Ellen Schöner, Sophie Berkmiller, Andrea Scharrer) | 3:44:36  |
| 3     | SSC Hanau-Rodenbach (Silke Welt, Alexandra Bott, Lisa Reisinger)                | 3:52:30  |

Datum: 18. Juni
fand in Piding im Landkreis Berchtesgadener Land statt